# Sveti priročnik
Sveti priročnik (latinsko Sacrum promptuarium) je izhajal med letoma 1691 in 1707. Prvi dve knjigi sta izšli v Benetkah, zadnje tri pa v Ljubljani. Izdal ga je Janez Svetokriški. Jezik v delu je primorski pogovorni pokrajinski, slog je baročno obložen in gostobeseden, vsebuje veliko latinskih navedkov. Prav tako so prisotni tudi germanizmi. V njem lahko najdemo opise življenja Slovencev ob koncu 17. stoletja.